# Лог при Полховем Градцу
Лог при Полховем Градцу (на словенски: Log pri Polhovem Gradcu) е село в Словения, Средна Словения, община Доброва-Полхов Градец. Според Националната статистическа служба на Република Словения през 2002 г. селото има 16 жители.